# Resolución 29 del Consejo de Seguridad de las Naciones Unidas
La resolución 29 del Consejo de Seguridad de las Naciones Unidas fue aprobada por unanimidad el 12 de agosto de 1947, tras haber examinado las peticiones y en algunos casos revisado las aplicaciones a miembro de Albania, Austria, Bulgaria, Hungría, Irlanda, Italia, Pakistán, Portugal, Mongolia, Rumania, Transjordania y Yemen. En esta resolución, el Consejo recomendó a la Asamblea General la aceptación de Yemen y Pakistán como miembros.